# Mikrobielle Schleife
Die Mikrobielle Schleife (aus dem englischen: microbial loop) beschreibt einen Stoffkreislauf im Nahrungsnetz des marinen Planktons, in dem gelöste, organische Kohlenstoffverbindungen durch Bakterien aufgenommen und entlang der klassischen Nahrungskette Phytoplankton-Zooplankton-Nekton weitergereicht werden. Der Begriff Mikrobielle Schleife wurde durch Farooq Azam et al. (1983) geprägt, um die Bedeutung von Bakterien in den Stoffkreisläufen mariner Ökosysteme zu beschreiben.
Gelöste organische Kohlenstoffverbindungen stammen in der Regel aus dem mikrobiellen Abbau von organischen Partikeln und Detritus, oder werden gezielt als Abfallprodukte von pflanzlichen und tierischen Zellen angegeben. Besonders kleine organische Moleküle können auch unbeabsichtigt aus Zellen entweichen. Heterotrophe Bakterien bauen organische Partikel ab und spalten Makromoleküle wie Polysaccharide, Fette und Eiweiße in einfache Monomere auf, um sie zur Energiegewinnung zu veratmen oder um daraus eigene Zellsubstanz zu erzeugen. Dadurch wird der organisch gebundene Kohlenstoff und die darin gespeicherte Energie für das übrige Ökosystem nutzbar.

## Geschichte
Vor der Entdeckung der mikrobiellen Schleife wurde das marine Nahrungsnetz als Verknüpfung linearer Nahrungsketten betrachtet, in dem Kohlenstoff und Energie durch Primärproduzenten (Phytoplankton) fixiert wurde, diese Primärproduktion durch Pflanzenfresser verwertet werden, die ihrerseits durch Prädatoren gefressen werden. All diese Organismen werden letztlich von heterotrophen Bakterien abgebaut, die die enthaltenen Elemente als anorganische Verbindungen freisetzen. Heterotrophe Bakterien im Wasser wurden nicht als bedeutende Konsumenten organischer Substanz betrachtet. Traditionelle Methoden zur Zählung von Bakterien (z. B. durch Kultivierung auf Agar-Platten) ergaben nur sehr geringe Zellzahlen, sodass der Einfluss der Bakterien in frühen Arbeiten zur marinen Ökologie als sehr gering betrachtet wurde. Dies änderte sich, als neue Methoden wie beispielsweise Epifluoreszenz-Mikroskopie zu deutlich höheren Schätzungen der Bakteriendichte führten. Diese Beobachtungen führten zu einer Neubewertung der Bedeutung von Bakterien für das marine Ökosystem. Der Begriff "mikrobielle Schleife" wurde durch Azam et al. (1983) geprägt, die darauf hinwiesen, dass bakterivore Protisten zur selben Größenklasse wie Phytoplankton gehören und deshalb wahrscheinlich einen wichtigen Teil der Nahrung von planktischen Krebstieren darstellen.

## Einflussfaktoren
Die Effizienz der mikrobiellen Schleife wird durch die Populationsdichte der marinen Bakterien bestimmt. Die Bakteriendichte wiederum wird durch den Fraß durch Protozoen und verschiedene Klassen von bakterienfressenden (bakterivoren) Flagellaten kontrolliert. Daneben verursachen Infektionen der Bakterien mit Viren ebenfalls eine Zerstörung von Bakterienzellen, wobei wiederum organische Verbindungen ins Wasser abgegeben werden. Der gemeinsame Effekt von Protozoen und Viren kompensiert den größten Teil des bakteriellen Populationswachstums, wodurch Bakterienblüten unterdrückt werden.

## Bedeutung für das marine Ökosystem
Die mikrobielle Schleife ist von besonderer Bedeutung, da durch sie gelöste organische Kohlenstoffverbindungen genutzt werden, die für die meisten übrigen Organismen nicht verwertbar sind, wodurch die Gesamteffizienz des Ökosystems gesteigert wird. Die gelösten organischen Substanzen werden recycelt und nicht zu mineralischen Verbindungen abgebaut. Gleichzeitig werden weitere Nährstoffe (z. B. Phosphor, Stickstoff) recycelt, die andernfalls in unerreichbare Tiefe absinken würden, so dass die mikrobielle Schleife in nährstoffarmen Gewässern fern der Küste von besonderer Bedeutung ist. Dort entspricht die Biomasse der mikrobiellen Schleife dem fünf- bis zehnfachen der Biomasse aller vielzelligen Organismen (z. B. Fische). Heterotrophe Bakterien stellen dann die Basis des Nahrungsnetzes vieler ozeanischer Ökosysteme dar. Heterotrophe Bakterien setzen bis zu 50 % der Nettoprimärproduktion um.
Die Arbeit von Kerner et al. (2003) ergänzte die mikrobielle Schleife um den Prozess der abiotischen Aggregation von gelösten, organischen Substanzen zu Partikeln (Flockung). Diese Partikel können direkt von sonst bakterivoren Protisten aufgenommen werden. Heterotrophe Bakterien veratmen ca. 30 % des aufgenommenen organischen Kohlenstoffs und stellen so nur etwa zwei Drittel als Biomasse zur Verfügung. Die abiotische Aggregation umgeht den Verlust durch bakterielle Atmung und erhöht damit die Effizienz des Recyclings.

## Belege
- Tom Fenchel: Marine Plankton Food Chains. In: Annual Review of Ecology and Systematics. Bd. 19, 1988, S. 19–38, doi:10.1146/annurev.es.19.110188.000315.
- Tom Fenchel: The microbial loop – 25 years later. In: Richard Warwick (Hrsg.): Marine Ecology. A Tribute to the Life and Work of John S. Gray (= Journal of Experimental Marine Biology and Ecology. Bd. 366, Nr. 1/2). Elsevier, New York NY u. a. 2008, S. 99–103, doi:10.1016/j.jembe.2008.07.013.
- Jed A. Fuhrman, Farooq Azam: Thymidine incorporation as a measure of heterotrophic bacterioplankton production in marine surface waters. In: Marine Biology. Bd. 66, Nr. 2, 1982, S. 109–120, doi:10.1007/BF00397184.
- David Kirchman, John Sigda, Richard Kapuscinski, Ralph Mitchell: Statistical analysis of the direct count method for enumerating bacteria. In: Applied and Environmental Microbiology. Bd. 44, 2, 1982, S. 376–382, (online).
- Simon Meinhard, Farooq Azam: Protein content and protein synthesis rates of planktonic marine bacteria. In: Marine Ecology Progress Series. Bd. 51, 1989, S. 201–213, (Digitalisat (PDF; 1,1 MB)).
- Uwe Münster: Investigations about structure, distribution and dynamics of different organic substrates in the DOM of Lake Plußsee. In: Archiv für Hydrobiologie. Supplement. Bd. 70, Nr. 4, 1989, ISSN 0341-2881, S. 429–480.
- Lawrence R. Pomeroy, Peter J. le B. Williams, Farooq Azam, John E. Hobbie: The Microbial loop. In: Oceanography. Bd. 20, Nr. 2, 2007, S. 28–33, doi:10.5670/oceanog.2007.45.
- Karen Stoderegger, Gerhard J. Herndl: Production and Release of Bacterial Capsular Material and its Subsequent Utilization by Marine Bacterioplankton. In: Limnology and Oceanography. Bd. 43, Nr. 5, 1998, S. 877–884, doi:10.4319/lo.1998.43.5.0877.